# 長江上游總司令
長江上游總司令是中华民国北京政府时期设置的军事官职。

## 沿革
1914年4月，袁世凯在岳州设立长江上游警备总司令部，任命曹锟担任总司令。1916年8月，北洋政府在岳州设立北洋军驻岳州总司令部，吴光新担任总司令，节制北洋陆军第二、三、五、十三等混成旅及陆军第二十师等部。1917年8月，北洋政府任命吴光新为长江上游总司令兼四川查办使，长江上游总司令部设在宜昌，辖北洋陆军第二、十三混成旅，节制驻岳州的陆军第二十师等部。1917年11月，吴光新被解除四川查办使的兼职，于同年12月回到宜昌招募新兵，组成暂编步兵第一、二、三、四旅，驻扎鄂西各地。

## 历任長江上游總司令
| 任次 | 姓名   | 照片 | 就任時間      | 卸任時間      | 備註              |
| ---- | ------ | ---- | ------------- | ------------- | ----------------- |
| 1    | 吴光新 |      | 1917年8月6日  | 1920年7月29日 | 1920年7月16日被俘 |
| 2    | 孙传芳 |      | 1920年8月9日  | 1923年3月20日 |                   |
| 3    | 王汝勤 |      | 1923年7月20日 | 1925年5月19日 |                   |
| 4    | 卢金山 |      | 1925年5月19日 | 1927年？      | [ 2 ]             |